# Heterusia morvula
Heterusia morvula är en fjärilsart som beskrevs av Otto Staudinger 1894. Heterusia morvula ingår i släktet Heterusia och familjen mätare. Inga underarter finns listade i Catalogue of Life.